# Łew Browarski
Łew Rudolfowycz Browarski (ukr. Лев Рудольфович Броварський, ros. Лев Рудольфович Броварский, Lew Rudolfowicz Browarski; ur. 30 listopada 1948 w Drohobyczu, obwód lwowski, Ukraińska SRR, zm. 4 czerwca 2009 we Lwowie) – ukraiński piłkarz, grający na pozycji prawego pomocnika, były reprezentant Związku Radzieckiego, trener piłkarski.

## Kariera piłkarska

### Kariera klubowa
W 1966 rozpoczął karierę zawodową w miejscowym klubie Naftowyk Drohobycz, występującym w klasie B Mistrzostw ZSRR. W 1969 został studentem Instytutu Kultury Fizycznej we Lwowie. Występując w drużynie piłkarskiej uczelni został zauważony przez trenera Karpat Lwów Ernesta Justa. 8 kwietnia 1968 odbył się jego debiut na stadionie „Drużba” we Lwowie przeciwko drużyny Bałtika Kaliningrad. Od razu zajął podstawowe miejsce w składzie Karpat Lwów. W następnym 1969 zdobył Puchar ZSRR. Od 1973 do 1980 był najstabilniejszym piłkarzem lwowskich Karpat, pełnił funkcję kapitana zespołu. W swoim składzie chciały go mieć najlepsze kluby Związku Radzieckiego – Dynamo Kijów i CSKA Moskwa. Browarski nie skorzystał jednak z ofert tych klubów. Został rekordzistą w liczbie występów w Karpatach Lwów. Był wiodącym zawodnikiem zespołu – dobrze czytał grę, wykazywał się dużą intuicją. Od kibiców otrzymał tytuł „profesora”. Karierę zawodową ukończył w 1981 jako piłkarz Dnipra Dniepropietrowsk.

### Kariera reprezentacyjna
28 kwietnia 1971 w Sofii debiutował w reprezentacji Związku Radzieckiego w spotkaniu z reprezentacją Bułgarii, zamieniając w 66 min. Wołodymyra Muntiana. Po meczu główny trener Walentin Nikołajew powiedział, że będzie regularnie występować w reprezentacji jeżeli przejdzie do CSKA Moskwa. Łew Browarski pozostał wierny klubowi dlatego więcej nie był powoływany do składu „Sbornej”.

## Kariera trenerska
Karierę trenerską rozpoczął jako trener wykładowca w Internacie Sportowym we Lwowie, pracując z młodzieżą z rocznika 1968. To dzięki jemu i Jarosławowi Łucyszynowi wychowano takich piłkarzy jak: Ołeh Łużny, Jurij Mokrycki, Anatolij Muszczynka, Ołeh Haras, Andrij Sapuha, Iwan Pawluch. Trenował też amatorski Spartak Sambor. W 1989 wspólnie z Walerym Niepomniaszczym trenował reprezentację Kamerunu U-19. Prowadził kluby LAZ Lwów, Skify Lwów, Hałyczyna Drohobycz. W latach 1999–2000 oraz 2001–2002 trenował Karpaty Lwów. Następnie stanął na czele Zachodniego Regionalnego Centrum Rozwoju Piłki Nożnej spośród dzieci i juniorów. 4 czerwca 2009 po długiej chorobie zmarł w wieku 61 lat.

## Sukcesy i odznaczenia
- Mistrz Pierwszej Ligi ZSRR:

1970
- Zdobywca Pucharu ZSRR:

1969
- tytuł Mistrza Sportu ZSRR: 1969
- tytuł Zasłużonego Trenera Ukrainy: 2001
- Order „Za zasługi” III klasy: 2008